# Molpadia borealis
Molpadia borealis är en sjögurkeart som beskrevs av Sars 1859. Molpadia borealis ingår i släktet Molpadia och familjen Molpadiidae. Inga underarter finns listade i Catalogue of Life.